# 西濃鐵道
西濃鐵道株式會社（日语：／）是一家總部位於岐阜縣大垣市的貨運鐵路公司。
公司主要運送於大垣市西北部金生山出產的石灰石。公司設有一條路線市橋線，也曾經設有一條路線晝飯線（於2006年廢除）。兩條路均連接東海道本線的支線美濃赤坂線終點美濃赤坂站。
另外，總部也是在岐阜縣大垣市的大型運輸公司西濃運輸與其母公司西濃控股的資本與人物與此公司沒有關系，公司本身的起源也完全不同（但是，兩間公司的總部都是在大垣市，兩間公司的名稱取自「美濃的西部」＝「西濃」）。

## 歷史
金生山是石灰石和大理石的產地，當時會使用馬車運送至附近的杭瀨川，然後再用水路運送。由於到達運輸能力的界限，因此在1928年敷設鐵路線，市橋線、晝飯線開業。
兩線都是貨物線。市橋線在戰前的1930年至1945年之間設有客運業務。當時設有國鐵（當時：鐵道省）汽油列車直通運輸至線內。
- 1927年（昭和2年）1月15日 - 公司成立。
- 1928年（昭和3年）12月17日 - 市橋線、晝飯線開業。當時只有貨運業務。
- 1930年（昭和5年）2月1日 - 市橋線開設客運業務。
- 1945年（昭和20年）4月1日 - 客運終止。
- 1964年（昭和39年）11月 - 柴油機車開始使用。
- 1966年（昭和41年） - 當日起不再使用蒸氣機車。
- 2006年（平成18年）3月31日 - 晝飯線和部分市橋線廢除。
- 2013年（平成25年）1月31日 - 運輸事業子公司西濃鐵道通運的業務轉讓給赤坂通運，西濃鐵道通運結業。

國鉄時代晝飯線、市橋線配線略圖

## 路線
| 中文線名 | 日文線名 | 起點     | 終點 | 距離（公里） |
| -------- | -------- | -------- | ---- | ------------ |
| 市橋線   |          | 美濃赤坂 | 猿岩 | 2.0          |

實際定期貨物列車只前往中途的乙女坂站。市橋線乙女坂站附近位於橫跨石引神社的區間，該處為攝影勝地。

### 廢除路線

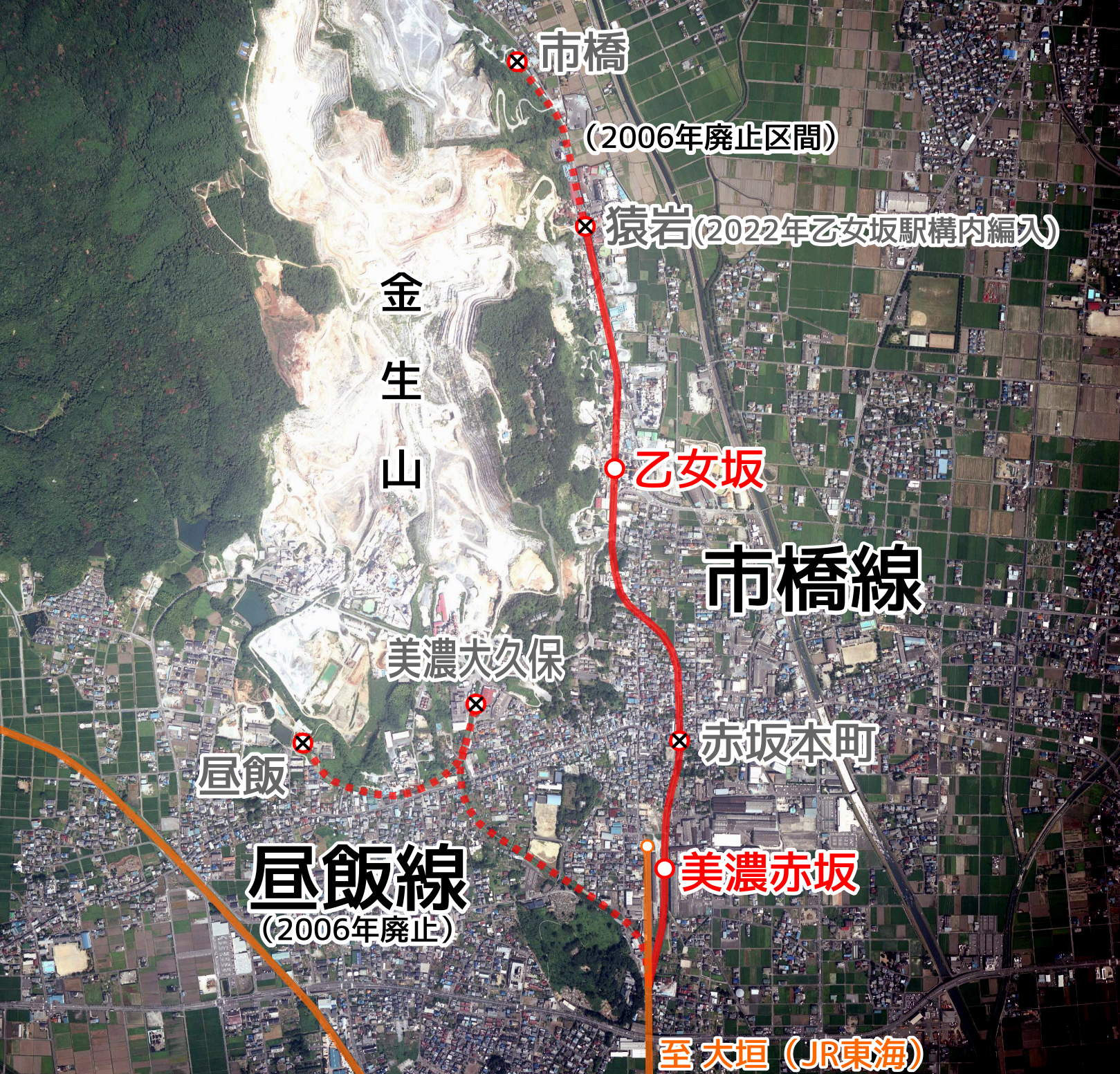
路線圖
相片來自國土交通省「國土畫像情報（航空相片）」
發布：國土地理院地圖、航空相片參閲服務

西濃鐵道設有以下已廢除路線：
- 市橋線 : 猿岩站 - 市橋站之間
- 晝飯線 : 美濃赤坂站 - 晝飯站之間

## 車輛
現有車輛
- DD40形柴油機車 - 擁有DD402、DD403。截至2021年3月2日，DD402由於引擎故障而暫停服務。
- DE10型柴油機車 - 擁有DE10 501。為前國鐵DE10 148。截至2021年3月2日車輛暫停服務。在2021年5月從秋田臨海鐵道接收1架車輛。

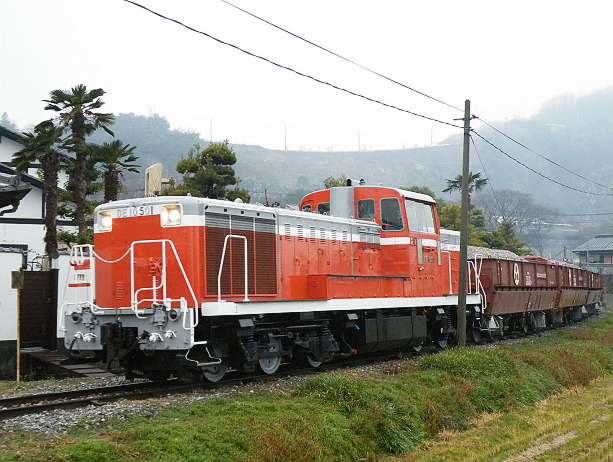
DE10 501（2009年1月）

過去的車輛
- DD102形柴油機車
- 2100形蒸氣機車（2105・2109）
- WaFu21000形貨車（退役後保存在貨物鐵道博物館）
- Yo5000形貨車（晝飯線上使用）

## 注腳
1. 1 2 3 4 5 6  第142期決算公告，2020年（令和2年）5月29日付「官報」（號外第106號）161頁。
2. ↑  國土交通省鐵道局監修《鉄道要覧》令和元年度版，電氣車研究會、鐵道圖書刊行會
3. ↑  松本典久. . 貨物列車ナビ2013-2014. 2013: p.70 （日语）.
4. 1 2  西濃鐵道於Twitter.   （日語）.
5. ↑  . 秋田臨海鉄道. 2021-05-10  [2021-05-10]. （原始内容存档于2021-05-10） （日语）.